# XL Airways Germany
XL Airways Germany fue una aerolínea charter alemana con sede en Mörfelden-Walldorf, Hesse, que operaba servicios charter y de alquiler ad hoc, principalmente fuera del Aeropuerto de Frankfurt. La aerolínea pertenecía, junto con la ya desaparecida XL Airways France, al Straumur Investment Bank de Islandia.

## Historia
La aerolínea fue fundada como Star XL German Airlines por Avion Group de Islandia y recibió su AOC el 3 de mayo de 2006. El 30 de octubre del mismo año, el negocio de ocio Avion fue comprado y reorganizado como XL Leisure Group, lo que resultó en la aerolínea cambiando su nombre a XL Airways Germany. 
El 11 de septiembre de 2008, BBC News Channel informó que XL Leisure Group había solicitado la administración debido al aumento de los precios del combustible, aunque inicialmente Simon Calder confirmó que el sitio web del grupo todavía estaba tomando reservas, el grupo se retiró a la mañana siguiente. Sin embargo, las operaciones de las filiales de las aerolíneas alemanas y francesas no se vieron afectadas. El 12 de septiembre de 2008, Straumur Investment Bank adquirió XL Airways Germany y su compañía hermana francesa, XL Airways France. 
La empresa se declaró en quiebra el 27 de diciembre de 2012; Las operaciones para la temporada de invierno ya habían sido suspendidas el 14 de diciembre. La compañía cerró oficialmente el 3 de enero de 2013.

## Incidentes y accidentes
El 27 de noviembre de 2008, El Vuelo 888T de XL Airways Germany se estrelló en el mar Mediterráneo cerca de Canet-en-Roussillon en la costa francesa. El avión era un Airbus A320 propiedad de Air New Zealand arrendado a XL Airways Germany registrado D-AXLA (anteriormente ZK-OJL), y estaba realizando un vuelo técnico inmediatamente antes de una transferencia programada de regreso a Air New Zealand. En el momento del accidente, el avión estaba pintado con librea de Air New Zealand. Las siete personas a bordo, dos alemanes (el capitán Norbert Kaeppel y el primer oficial Theodore Ketzer de XL Airways) y cinco neozelandeses (un piloto, tres ingenieros de aeronaves y un miembro de la Autoridad de Aviación Civil de Nueva Zelanda Murieron en el accidente.

## Flota

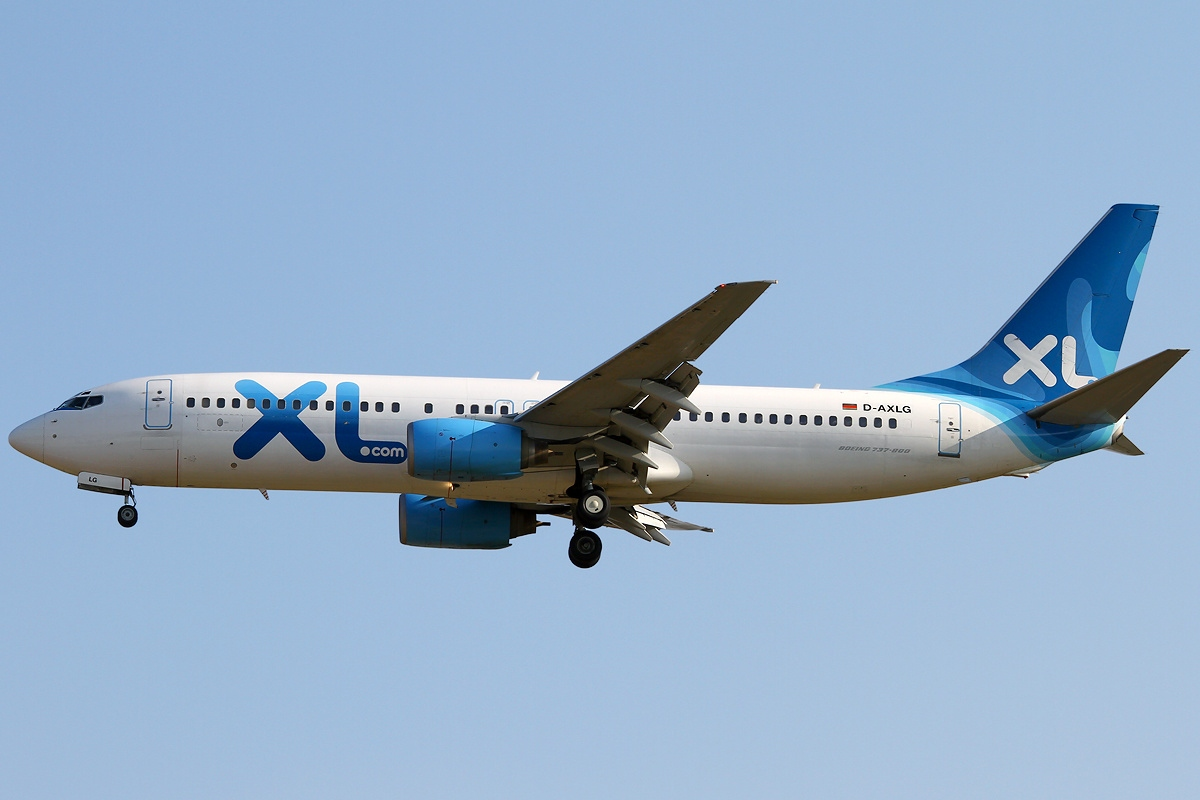
Un Avión De XL Airways Germany Boeing 737-800

A diciembre de 2012, la flota de XL Airways Germany consistía en los siguientes aviones:
Anteriormente, la flota consistía en 3 aviones Airbus A320-200.

## Destinos

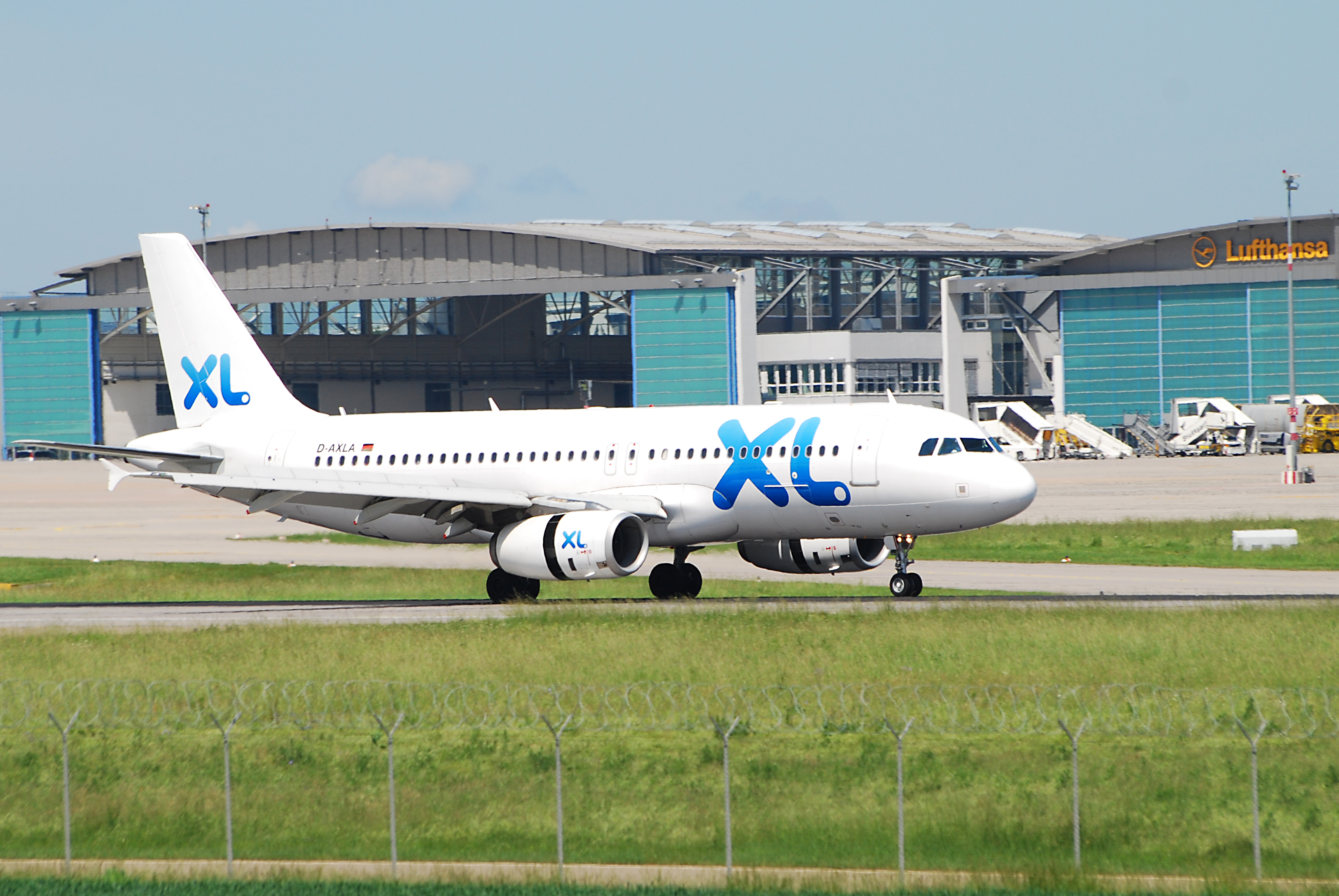
Un XL Airways Germany Airbus A320-200 en el aeropuerto de Stuttgart, Alemania, el 1 de junio de 2008. Este mismo avión se estrelló en el mar Mediterráneo el 27 de noviembre de 2008 como el vuelo 888

XL Airways Germany sirvió a los siguientes destinos en diciembre de 2012:
 Egipto
- Hurghada - Hurghada International Airport Estacional
- Sharm el-Sheikh - Aeropuerto Internacional de Sharm el-Sheij Estacional

 Alemania
- Cologne/Bonn - Cologne Bonn Airport
- Düsseldorf - Düsseldorf Airport
- Erfurt - Erfurt-Weimar Airport
- Frankfurt - Frankfurt Airport hub
- Frankfurt-Hahn - Frankfurt-Hahn Airport
- Hamburg - Hamburg Airport
- Hanover - Hannover-Langenhagen Airport
- Leipzig/Halle - Leipzig/Halle Airport
- Munich - Munich Airport
- Münster/Osnabrück - Münster Osnabrück International Airport
- Nuremberg - Nuremberg Airport
- Paderborn - Paderborn Lippstadt Airport
- Saarbrücken - Saarbrücken Airport
- Stuttgart - Stuttgart Airport

- Heraklion - Heraklion International Airport

- Pristina - Pristina International Airport

- Skopie - Skopje Alexander the Great Airport

- Marrakesh - Menara Airport

- Faro - Faro International Airport

- Fuerteventura - Fuerteventura Airport
- Menorca - Menorca Airport

- Enfidha - Enfidha Airport

- Adana - Adana Şakirpaşa Airport
- Antalya - Antalya Airport Seasonal
- Elazığ - Elazığ Airport Seasonal
- Gaziantep - Oğuzeli Airport Seasonal
- Kayseri - Erkilet International Airport
- Malatya - Malatya Erhaç Airport
- Samsun - Samsun-Çarşamba Airport
- Trabzon - Trabzon Airport